# Орша (селище міського типу, Тверська область)
Орша (рос. Орша) — пгт в Калінінському районі Тверської області Російської Федерації.
Населення становить 2067 осіб. Входить до складу муніципального утворення селище Орша.

## Історія
Від 2005 року входить до складу муніципального утворення селище Орша.

## Населення
| 1979  | 1989  | 2002  | 2009  | 2010  | 2012  | 2013  |
| ----- | ----- | ----- | ----- | ----- | ----- | ----- |
| 2591  | ↗2696 | ↘2347 | ↘2217 | ↗2252 | ↘2230 | ↗2239 |
| 2014  | 2015  | 2016  | 2017  | 2018  | 2019  | 2020  |
| ↗2242 | ↘2240 | ↘2185 | ↘2147 | ↘2124 | ↘2116 | ↘2088 |
| 2021  |       |       |       |       |       |       |
| ↘2067 |       |       |       |       |       |       |